# Cafè amb gel
El cafè amb gel (a Catalunya) o café del temps (al País Valencià) és una manera de beure cafè, sobretot als mesos calorosos de la primavera i estiu, consistent en abocar un cafè exprés ben calent en una copa o un got transparent amb uns quants glaçons. La calor del cafè desfà parcialment els glaçons i la beguda ràpidament esdevé un refresc. Hi ha gent que hi afegeix sucre o un edulcorant. Al País Valencià se sol servir amb una rodanxa de llimona (llima).
Tant a casa com en establiments públics (restaurants, bars, etc.) el cafè amb gel no se serveix barrejat. Cal portar d'una banda un got amb glaçons i separadament, normalment en una tassa petita o xicra, el cafè acabat de fer. El sucre s'ha de barrejar primer al cafè sol calent, car és molt més fàcil dissoldre'l en aquest moment que quan ja està amb el gel.
És més rar, però algunes persones prenen d'aquesta mateixa manera els tallats.